# Claudia Grant
Claudia Grant (in originale Claudia LaSalle) è un personaggio di fantasia della serie animata giapponese Macross, adattata negli anni ottanta in Robotech dalla statunitense Harmony Gold.
È l'ufficiale in seconda sulla plancia dell'SDF-1, ai comandi di Henry Gloval. Il suo ruolo è quello di coordinatrice e navigatrice. Era la fidanzata di Roy Fokker.

## Caratteristiche fisiche
Alta circa 1,75 m, di origine afroamericana, porta i capelli corti ed ha un fisico slanciato ed atletico, con gli occhi color nocciola. Indossa un'uniforme dal taglio identico a quello del resto degli alti ufficiali, ma di colore verde scuro, con mostrine in giallo ocra.

## Carriera
Chiamata a bordo dell'SDF-1, al primo incarico accusa imbarazzo per alcuni strani comportamenti dell'astronave: l'incrociatore prima spara in automatico con il cannone principale contro le avanguardie Zentradi senza che nessuno abbia disposto la procedura di fuoco; poi il salto nell'iperspazio lo materializza fuori dall'orbita di Plutone, ben distante dalle coordinate impostate. Mantenendo sangue freddo ed incassando la fiducia degli altri alti ufficiali a bordo (il comandante Gloval in testa), la Grant guida l'SDF-1 con sicurezza fino al ritorno sulla Terra. Nel frattempo, le viene affidato anche l'incarico di sovrintendere alla trasformazione modulare dell'astronave ed alla manovra offensiva denominata "Attacco Daedalus".
Dopo la grande battaglia che vede la sconfitta dell'armata del comandante Zentradi Dolza, Claudia diventa il comandante in seconda dietro Lisa Hayes del nuovo SDF-2. Tuttavia, poco prima del completamento della nuova astronave, lo Zentradi Lord Kyron sferra il suo attacco suicida, distruggendo sé stesso e la quasi totalità di New Macross City; nell'offensiva, Claudia Grant trova la morte nella plancia di comando.
La morte di Claudia Grant, come quella degli altri membri della plancia di comando, avviene solo nell'adattamento americano di Macross (Robotech) per giustificarne l'assenza nell'anime Southern Cross, usato come seconda serie del cartone animato: nella storia originale nipponica, sopravvive assieme a tutti gli altri.